# Canalul Bîstroe
Canalul Bîstroe este un canal situat în Regiunea Odesa, pe care Ucraina îl derulează din 2003 pentru a restabili navigația de-a lungul traseului istoric prin estuarele Kiliyske și Starostambulske (Bîstroe) din Delta Dunării. Canalul este construit pe teritoriul ucrainean, în Delta Dunării, pentru a face legătura între Dunăre și Marea Neagră. Acesta este deservit de compania de stat ucraineană Autoritatea Porturilor Maritime din Ucraina și filiala sa Delta Lotsman.  
Din august 2004, transportul a fost reluat în mod experimental. În anii 2004-2006 s-au efectuat lucrări de dragare și procese de rulări experimentale ale navelor.  

## Cauzele construcției
Inițial, afluentul Bîstroe al Deltei Dunării a fost printre principalele căi navigabile sovietice (și ucrainene sovietice) până în 1959, când exploatarea sa a încetat din cauza colmatării apărute după ce autoritățile române, dintr-o inițiativă politică, au creat propriul Canal Dunăre – Marea Neagră departe de granița cu Uniunea Sovietică. 
După ce afluentul Prorva a fost colmatat în 1997, Ucraina a rămas fără propriul canal de apă adâncă între Dunăre și Marea Neagră. Potrivit ONG-ului ucrainean Centrul Internațional de Studii Politice, utilizarea canalului Sulina românesc costa Ucraina 0,7-1,2 milioane UAH anual. 
Astfel a fost propus un proiect de către Ucraina pentru a-și redeschide navigația. Conform planurilor oficiale ucrainene, acesta urma să fie finalizat în 2008. Intenția a fost de a asigura o rută de adâncime de la Dunăre la Marea Neagră sub control ucrainean, pentru a reduce costurile de tranzit al navelor și pentru a oferi o rută alternativă față de România .
Dragarea inițială a început în 2004, iar canalul a fost declarat deschis pe 10 mai 2007 pentru navele cu pescaj de maximum 4,5 metri.

## Descrierea proiectului
HSR „Dunăre – Marea Neagră” are o lungime totală de 170,36 km și este format din patru tronsoane:
- un canal de apropiere mare, 3,30 km lungime, 85 km lățime la fund, 7,65 m adâncime BS, care trece prin bara mării în apropierea gurii Bîstroe;
- Marea — Vîlkovo, 19,051 km lungime, 60 m lățime de-a lungul fundului gurii Bîstroe și 120 m de-a lungul gurii Starostambul și Chilia, cu adâncimi de proiectare de până la 7,26 m la fundul gurii naturale;
- Vîlkove — Izmailskyi Chatal, lungime 95,415 km, lățime naturală de șenal la fundul de 120 m, adâncimi naturale de până la 7,26 m BS și adâncime minimă pe materialul rulant de până la 7,05 m BS la fundul șenalului natural;
- Izmailskyi Chatal — Reni, lungime de 54,36 km, lățime de cel puțin 120 de metri și adâncime de cel puțin 7,26 m de-a lungul fundului șanului natural.

Transportul este asigurat de:
- cu trafic unic de nave pe primul tronson prin canalul maritim și parțial pe al doilea tronson de-a lungul gurii Bîstroe în zona Rezervației Biosferei Dunării , lungime de 11,78 km (6,9% din lungimea totală a cursul navei);
- cu circulație dus-sens pe al doilea și al treilea tronson, lungime 158,58 km (93,1% din lungimea totală a traseului navigabil).

Proiectul complet prevede dezvoltarea unui canal de transport maritim, care să asigure trecerea navelor cu pescajul de 7,2 m și să reprezinte o alternativă la Canalul Sulina de pe teritoriul României. Prima etapă de construcție a asigurat trecerea vaselor cu pescaj de 5,85 m și a fost finalizată între 11 mai-26 august 2004. Navele cu un astfel de pescaj alcătuiesc aproximativ 80% din numărul total al navelor maritime și al navelor fluvio-maritime care intră în porturile Dunării de jos.

### Siguranța navigării pe canal
De-a lungul întregului curs al cursului de navigație ucraineană în apă adâncă s-au stabilit sisteme moderne de navigație și siguranță maritimă. Echipamentul de navigație al cursurilor de transport maritim corespunde sistemului Asociației Internaționale de Ajutoare Maritime la Navigație și Autoritățile Farurilor (IALA), regiunea A; și Dispozițiile de bază privind navigația de-a lungul Dunării.
Siguranța navelor este asigurată de piloți marini și alte servicii de pilotaj ale companiei de stat ucrainene Delta Lotsman. Serviciile de navigație sunt furnizate cu nave specializate moderne, stații de coastă GPS, navigație de coastă AIS precum și posturi automate radar.
Toate obiectele sunt integrate într-un singur sistem regional de management al traficului naval „Dunai”, care oferă nu numai siguranța traficului navelor, ci și îmbunătățește considerabil eficiența traficului navelor. Participanților la trafic li se prezintă informații meteorologice și hidrologice operaționale, informații despre starea traficului, factori care ar putea complica transportul, etc. Conform Ordinului ministerial nr. 132 din 24 mai 2005 pentru navigația și asigurarea hidrografică a siguranței navigației pe Dunăre este responsabilă compania de stat " Derzhhidrohrafiya ".
Proiectul pilot prevede o limită de viteză a navelor de-a lungul canalului de acces la mare și distribuția Bîstroe de 7 noduri . La celelalte locuri de transport, viteza este reglementată de regulile locale de transport. Se recomandă limitarea apropierii navelor de canalul de acces la mare la viteze ale vântului de peste 15 metri pe secundă și o înălțime a valurilor de 2 metri.

## Starea actuală
Începând de la sfârșitul anului 2007, pescajul de trecere a fost de 4,5 metri, de la jumătatea lunii iunie 2008 - 4,8 metri. De la mijlocul lunii iulie 2009 la gura Bîstroe, datorită lucrărilor a trei drage, pescajul a fost mărit la 5 metri. 

### Războiul ruso-ucrainean
După eliberarea Insulei Șerpilor, Ucraina a deschis navigația prin estuarul Bîstroe. Astfel, a fost posibilă deblocarea drumului către porturile ucrainene dunărene Izmail, Reni și Ust-Dunaisk. 
La 28 iulie 2022, după o coliziune cu un dispozitiv exploziv necunoscut în estuarul Bîstroe, micul vas hidrografic „Șliahovik” aparținând Serviciului Hidrografic de Stat al Ucrainei a suferit o gaură în prova sub linia de plutire. După explozie, nava s-a oprit la intrarea în gurile Bîstroe dinspre Marea Neagră. Participanții la operațiunea de salvare au ajuns repede la el. A trecut fără pierderi, nava reușind să se mențină pe linia de plutire.

## Probleme ecologice
Canalul Bîstroe traversează teritoriul Rezervației Biosferei Dunării. Datorită faptului că Delta Dunării este o zonă de patrimoniu mondial UNESCO, România, Uniunea Europeană și Statele Unite ale Americii au cerut Ucrainei să oprească acest proiect, din cauza interferențelor posibile cu ecosistemul deltei.
Ecologiștii , inclusiv World Wildlife Fund, și-au exprimat îngrijorări semnificative cu privire la deteriorarea ecosistemului Deltei Dunării.  O comisie de anchetă înființată sub auspiciile Convenției privind evaluarea impactului asupra mediului în context transfrontalier (din care România și Ucraina sunt ambele semnatare) a decis în unanimitate că canalul va avea un impact ecologic negativ semnificativ. 
În 2004, Comisia Europeană a emis o „Declarație privind deschiderea canalului Bîstroe în Ucraina” în care spunea că „Comisia Europeană regretă profund deschiderea la navigație raportată a porțiunii inițiale a canalului Bîstroe între Dunăre și Marea Neagră. Traseul canalului trece printr-o zonă special protejată din Patrimoniul Mondial UNESCO din Delta Dunării, care face, de asemenea, obiectul Convenției internaționale Ramsar privind protecția zonelor umede.”  Centrul Internațional pentru Studii Politice a ONG-urilor ucrainene a protestat, de asemenea, împotriva deciziei guvernului ucrainean, scriind că „în dorința sa de a obține canalul cât mai curând posibil, Cabinetul de miniștri al Ucrainei nu a acordat atenția cuvenită luării în considerare a tuturor alternativelor și a aprobat o decizie nejustificată care încalcă normele de mediu ale Ucrainei. interese și vor acumula cheltuieli mai mari asupra bugetului decât cele destinate a fi reduse prin construirea canalului”. 
După aparent eșec al eforturilor diplomatice, guvernul României, unde se află cea mai mare parte a Deltei Dunării, ia în considerare construirea unui canal de 20 km care să absoarbă apa Dunării în amonte de porțiunea mică de fluviu a Ucrainei, pentru a transforma planificatul canalul Bîstroe într-unul inutil și, prin urmare, să descurajeze Ucraina să încerce un astfel de proiect. Canalul românesc ar urma să fie proiectat astfel încât să poată fi închis în orice moment pentru readucerea râului mai mult sau mai puțin la starea actuală. 
Delta Dunării este un sit al Patrimoniului Mondial UNESCO din 1991. Uniunea Europeană a cerut în repetate rânduri Ucrainei să oprească proiectul, la fel ca România și Statele Unite. Fondul Mondial pentru Natură a declarat că acest canal amenință cea mai importantă zonă umedă a deltei, unde trăiesc 70% dintre pelicanii albi ai lumii și 50% dintre cormoranii pigmei .
Inaugurarea oficială a proiectului era programată de Ziua Independenței Ucrainei, 24 august 2004, dar a fost amânată până pe 26 august. Pe 24 august, aproximativ 140 de organizații non-profit și sindicate au depus o scrisoare deschisă la ambasada Ucrainei la București, România, spunând că proiectul poate pune în pericol peste 280 de specii de păsări și 45 de specii de pești de apă dulce care trăiesc în deltă. „Dacă Ucraina va merge înainte cu planul său... delta va deveni o mlaștină fetidă”, se arată într-un comunicat al unuia dintre sindicate. Pe 26 august, Ucraina a inaugurat oficial proiectul, iar guvernul român a anunțat intenția de a introduce un proces împotriva Ucrainei la Curtea Internațională de Justiție cu sediul la Haga, invocând Convenția Ramsar privind zonele umede .
În mai 2005, părțile din Convenția de la Aarhus au convenit asupra sancțiunilor politice împotriva Ucrainei. Ucraina a anunțat oprirea temporară a proiectului în iunie 2005. În februarie 2006 a avut loc la Odesa „Conferința pentru Dezvoltarea Durabilă a Deltei Dunării” cu participarea României, Republicii Moldova și Ucrainei și au implicat organizații internaționale.

## Noi evoluții
În iunie 2011, Reuniunea Părților la Convenția de la Espoo a reconfirmat faptul că Ucraina încalcă în continuare Convenția în privința proiectul canalului Bîstroe, considerând că avertismentul adresat acestei țări în anul 2008 referitor la acest proiect rămâne în vigoare.

## Opinia ucraineană
În opinia autorităților ucrainene, necesitatea implementării proiectului este determinată de următoarele motive:
- Comerțul tradițional și legăturile economice ale țărilor europene din zona bazinului Dunării
- Compania Ucraineană de Transport Național al Dunării deține una dintre cele mai mari flote fluviale pentru transportul mărfurilor prin coridorul VII internațional de transport pe apă TC, a cărui pondere în tonaj este de — 24,1%
- Prezența unor porturi maritime ucrainene puternice pentru transbordarea mărfurilor (cu o cantitate totală de cel puțin 20 de milioane de tone) în legătura râu-mare
- Date estimative ale experților UE cu privire la prognoza unei creșteri de 2-3 ori a volumului de transport de-a lungul Rutei VII a MTC a apei până în 2015
- Necesitatea creării unei alternative (concurență) la canalele românești pentru a optimiza debitul, a reduce costurile și a îmbunătăți calitatea serviciilor în timpul trecerii mărfurilor în combinatul fluviu-mare.

„Dezvoltarea Coridorului Internațional de Transport al Dunării:
- va oferi ocazia de a utiliza capacitățile practice ale porturilor maritime și ale altor facilități de infrastructură din regiunea Dunării
- va permite valorificarea potențialului complexului industrial și de transport atât al acestei regiuni, cât și a potențialului complexului industrial și de transport de pe căile navigabile interioare ale Ucrainei (întreprinderi industriale situate de-a lungul râului Nipru, bazine de apă ale regiunilor Buzka-Nipru și Azov) pentru transportul mărfurilor de export-import și de tranzit,
- va permite optimizarea procesului și schemelor de transport, utilizarea mai eficientă a transportului maritim și fluvial,
- pentru rezolvarea problemelor socio-economice ale regiunii Dunării.”

„Legătura TC VII cu coridorul TRACECA este promițătoare. Ruta „Marea Neagră – Caucaz – Asia Centrală” ar trebui să treacă prin teritoriul a 7 țări și să conecteze Europa cu autostrăzile din Kazahstan și China.”